# Козлов, Виктор Михайлович
Виктор Михайлович Козлов (25 декабря 1919, Налеткино, Тверская губерния — 29 ноября 1993, Таллин) — полковник Советской Армии, участник Великой Отечественной войны, Герой Советского Союза (1944).

## Биография
Родился 25 декабря 1919 года в деревне Налеткино Братковской волости Старицкого уезда (ныне — Старицкий район Тверской области). Окончил восемь классов школы. В 1937 году был призван на службу в Рабоче-крестьянскую Красную армию. В 1939 году окончил Чкаловское зенитное артиллерийское училище.
С октября 1941 года — на фронтах Великой Отечественной войны. Участвовал в боях на Западном, Воронежском, 1-м Украинском, 3-м и 2-м Прибалтийском, 2-м и 3-м Белорусском фронтах. В 1943 году окончил курсы усовершенствования командного состава. К сентябрю 1943 года старший лейтенант Виктор Козлов командовал батареей 1693-го зенитно-артиллерийского полка 10-го танкового корпуса 40-й армии Воронежского фронта. Отличился во время битвы за Днепр.
24 сентября 1943 года батарея под командованием Виктора Козлова успешно прикрывала переправу советских частей через Днепр в районе посёлка Ржищев Кагарлыкского района Киевской области Украинской ССР, а затем, переправив свою батарею на Букринский плацдарм, отражал немецкие авианалёты на позиции советских войск. 8 октября 1943 года артиллеристы батареи сбили 2 вражеских самолёта. В общей же сложности за четыре месяца перед 8 ноября 1943 года батарея Козлова сбила 13 самолётов противника.
Представлен к награждению званием Героя Советского Союза за «мужество и героизм, проявленные при форсировании Днепра и в боях на плацдарме». Указом Президиума Верховного Совета СССР «О присвоении звания Героя Советского Союза офицерскому и сержантскому составу артиллерии Красной Армии» от 9 февраля 1944 года за «образцовое выполнение боевых заданий командования на фронте борьбы с немецкими захватчиками и проявленные при этом отвагу и геройство» был удостоен высокого звания Героя Советского Союза с вручением ордена Ленина и медали «Золотая Звезда» за номером 3389.
После окончания войны продолжил службу в Советской Армии. В 1947 году окончил Высшую офицерскую школу ПВО, в 1956 году — Военную академию имени Фрунзе, в 1958 году — Центральные офицерские курсы зенитной артиллерии. В 1965 году уволен в запас в звании полковника.
Проживал в Таллине, преподавал гражданскую оборону в Таллинском политехническом институте. Скончался 29 ноября 1993 года, похоронен в селе Красное Старицкого района Тверской области.
Почётный гражданин Валмиеры. Был также награждён орденами Красного Знамени, Отечественной войны 1-й степени, двумя орденами Красной Звезды, рядом медалей.